# Birgit Petsch
Birgit Petsch (* 20. Februar 1963 in Birkenfeld) ist eine ehemalige deutsche Kugelstoßerin.
Bei den Leichtathletik-Halleneuropameisterschaften 1982 in Mailand und 1984 in Göteborg wurde sie jeweils Siebte.
Viermal wurde sie Deutsche Vizemeisterin in der Halle (1981, 1982, 1984, 1985). Im Freien wurde sie bei den Deutschen Meisterschaften 1981, 1984 und 1985 Dritte.
Birgit Petsch startete ab 1980 für die LG Bayer Leverkusen. Sie ist Orthopädin und Mitglied der Deutschen Assoziation für Orthopädische Fußchirurgie.

## Persönliche Bestleistungen
- Kugelstoßen: 17,84 m, 30. Juni 1985, Bremen
- Diskuswurf: 54,28 m, 18. August 1984, Mönchengladbach